# Johanna Presler (Schriftstellerin)
Johanna Presler (auch: Johanna Presler-Flohr, geborene Johanna Karoline Flohr; geboren 18. Februar 1862 in Gleidingen bei Hannover; gestorben 10. April 1925 in Hannover) war eine deutsche Schriftstellerin.

## Leben

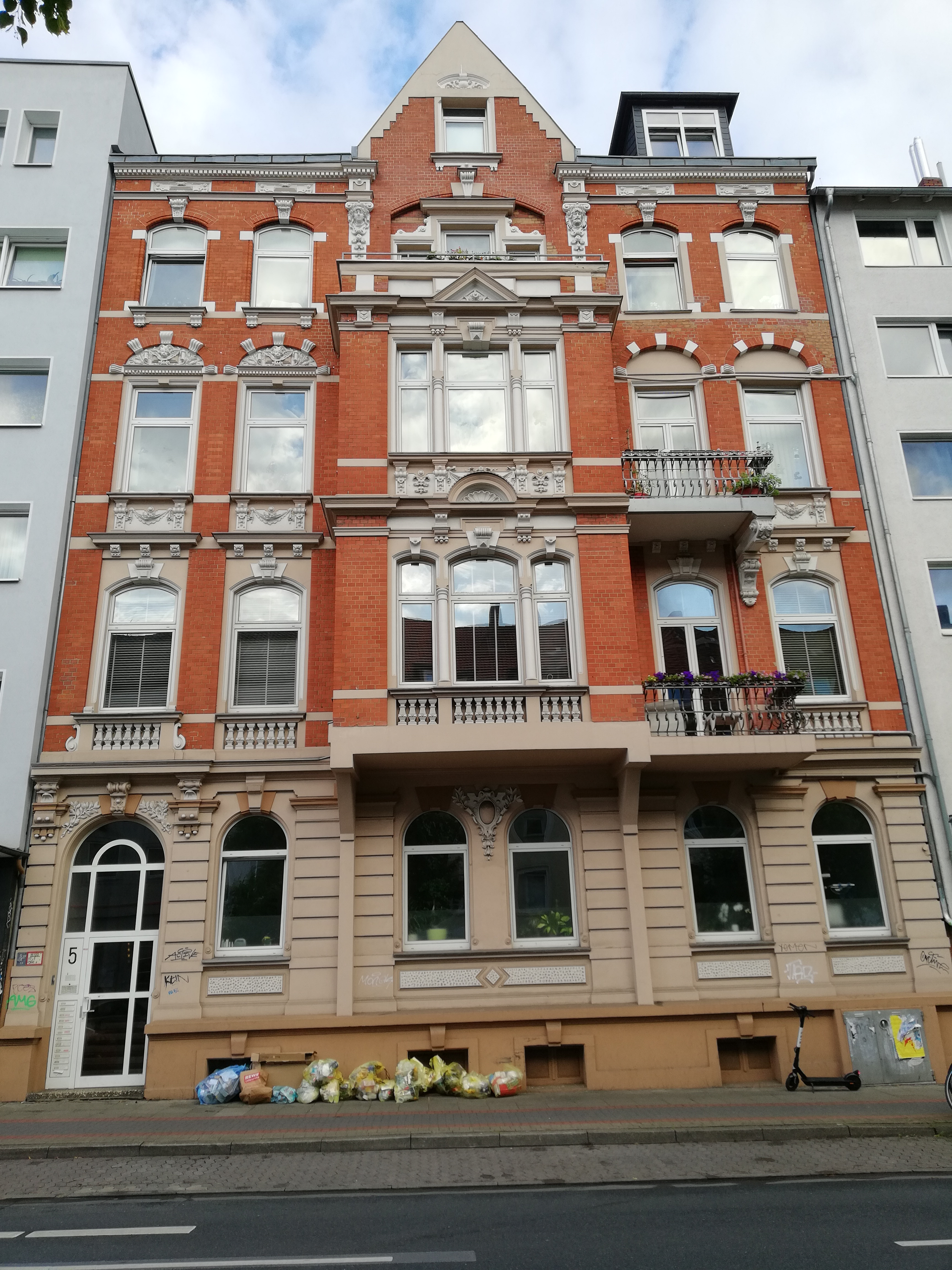
1898 erwarb Otto Presler für seine Familie das Mehrfamilien-Wohnhaus Lindenerstraße 47, später Königsworther Straße 47, heute Hausnummer 5

Johanna Preslers Vater war der Gleidinger Hofbesitzer Christoph Flohr.
Als Johanna Flohr wirkte die spätere Schriftstellerin bis 1882 zunächst als Lehrerin. Gerade volljährig geworden, heiratete sie 1886 den „Schulprofessor“ Otto Presler.
Spätestens nach dem Ersten Weltkrieg engagierte sich „Frau Professor Johanna Presler-Flohr“ als Delegierte der rund 350 Mitglieder umfassenden Organisation Frauenverein Volkswohl zur Bekämpfung des Alkoholismus unter deren Vorsitzenden „Frau Pastor Marie Eichhorn“.
In ihrem Todesjahr verzeichnete das Adressbuch von Hannover. Stadt- und Geschäftshandbuch 1925 den Studienrat Otto Presler als Haushaltsvorstand im Hause Königsworther Straße 47 in der Calenberger Neustadt.

## Schriften
- Gedichte. Von Johanna Presler-Flohr, Dresden; Leipzig: Pierson, 1901; Inhaltsverzeichnis
- Ulrich von Hutten. Drama in 5 Aufzügen. Von Johanna Presler-Flohr, Berlin: Marquardt, [1909]
- Mütter. Gedichte. Von Johanna Presler-Flohr, Hannover: Ey, 1915